# Mouvement républicain national pour la démocratie et le développement
Mouvement républicain national pour la démocratie et le développement (MRND) (deutsch Nationale Republikanische Bewegung für Demokratie und Entwicklung, englisch National Revolutionary Movement for Development NRMD) war eine politische Partei in Ruanda. Zwischen 1975 und 1994 war die MRND die regierende Partei unter Präsident Juvénal Habyarimana und vertrat anfänglich die Interessen der Hutu. Später war man Parteimitglied durch Geburt. Die Coalition for the Defence of the Republic galt als der Hardlinerflügel der Partei unter dem Parteipräsidenten Habyarimana, der sich schließlich als eigene Partei abspaltete.

## Politik
Die Partei wurde am 5. Juli 1975 von Habyarimana gegründet, genau zwei Jahre, nachdem er den ersten Präsidenten nach der Unabhängigkeit, Grégoire Kayibanda, durch einen Staatsstreich gestürzt hatte. Habyarimana errichtete einen totalitären Staat und verbot die Parmehutu-Partei, die von Hutus aus dem südlichen Ruanda dominiert worden war. Die MRND löste Parmehutu als einzige gesetzlich zugelassene Partei in Ruanda ab. In einem Verfassungsreferendum wurde eine neue Verfassung angenommen. Es kodifizierte den Status der MRND als einzige legale Partei und erklärte, dass jeder ruandische Bürger automatisch Mitglied der MRND war.
1978 fanden Präsidentschaftswahlen statt, bei denen Habyarimana der einzige Kandidat war. Er wurde mit 99 % der abgegebenen Stimmen wiedergewählt. 1981 folgten Parlamentswahlen, bei denen jeweils zwei MRND-Kandidaten um jeden der 64 Sitze kämpften. Habyarimana wurde bei den Präsidentschaftswahlen in Ruanda 1983 und 1988 wiedergewählt. Die Parlamentswahlen fanden nach dem gleichen System bei den Parlamentswahlen in Ruanda 1983 (bei denen die Nationalversammlung auf 70 Sitze erweitert wurde) und 1988 (bei den Parlamentswahlen in Ruanda 1988) statt.
Nach der ersten Invasion der Ruandischen Patriotischen Front (RPF) im Jahr 1990 brachte die Partei auf Initiative von Agathe Habyarimana die extremistische Hutu-Zeitschrift Kangura heraus. Die Zeitschrift schürte Ressentiments gegenüber den Tutsi und war ein Wegbereiter des Völkermords in Ruanda. Der Name der Partei wurde nach der Legalisierung der Oppositionsparteien im Jahr 1991 geändert. Der Jugendflügel der Partei, die Interahamwe, entwickelte sich später zu einer Milizgruppe, die beim Völkermord an den Tutsi eine Schlüsselrolle spielte. Bis 1993 nannte sich die Partei Mouvement républicain national pour le développement. Nach dem Tod von Habyarimana im April 1994 übernahmen Hardliner die Partei, von denen viele zu den Hauptakteuren des Völkermordes zählen. Mit der Eroberung des Landes durch Truppen der tutsifreundlichen RPF unter Paul Kagame wurde die Partei entmachtet und schließlich verboten.

## Bekannte Mitglieder
- Jean-Baptiste Gatete
- Pauline Nyiramasuhuko